# Molophilus tasioceroides
Molophilus tasioceroides là một loài ruồi trong họ Limoniidae. Chúng phân bố ở miền Australasia.